# Luba, Bratsy, Luba
 (mai 2015).
Si vous disposez d'ouvrages ou d'articles de référence ou si vous connaissez des sites web de qualité traitant du thème abordé ici, merci de compléter l'article en donnant les références utiles à sa vérifiabilité et en les liant à la section « Notes et références ».
Pour les articles homonymes, voir Luba.
Luba, Bratsy, Luba (en russe : Любо, братцы, любо, en français : « il fait bon, frères, il fait bon ») est une chanson populaire cosaque qui daterait de l’année 1783 et raconte dans sa première version l’affrontement des cosaques du Don avec la cavalerie Nogaïs. Elle a dû résonner également dans le Paris de 1814.

## Histoire
Durant la guerre civile, elle serait devenue la chanson de la bataille qui eut lieu en janvier 1920, entre la cavalerie cosaque blanche du général Pavlov et la première armée de cavalerie rouge de Boudionov, sur le fleuve Manytch, dans le sud de la Russie. Le nombre de cavaliers cosaques, tant du côté blanc que du côté rouge s’élevait réellement à près de quarante mille hommes. Les blancs perdirent cette bataille et durent reculer à travers la steppe gelée vers Novorossiisk pour, au mois de mars de la même année, une terrible traversée de près de 300 kilomètres à travers la mer Noire afin d'atteindre la Crimée.
Il existe un couplet qui fut chanté par les cosaques restés fidèles au gouvernement provisoire : 
Aussi, commémorerons frères, nos frères fidèles
Nos frères en Christ du Terek et du Kouban.
Le Juda Trotski et le Juda Sverdlov,
Ont Crucifié lâchement la mère-Russie sur la croix.
Cette chanson fut également l’une des préférées de l’anarcho-communiste, Nestor Makhno, qui devait la ressasser dans son exil français, entre son travail de peintre en bâtiment, son logement de Vincennes et le café-tabac où il venait les dimanches, jouer au tiercé.

## Paroles
| Как на грозный Терек выгнали казаки, Выгнали казаки сорок тысяч лошадей, И покрылось поле, и покрылся берег Сотнями порубленных, пострелянных людей. Любо, братцы, любо, Любо, братцы, жить, С нашим атаманом Не приходится тужить. Атаман наш знает, кого выбирает: Эскадрон - по коням! Да забыли про меня. Им осталась воля да казачья доля, Мне досталась пыльная, горючая земля. Любо, братцы, любо, Любо, братцы, жить, С нашим атаманом Не приходится тужить. А первая пуля, а первая пуля, А первая пуля в ногу ранила коня, А вторая пуля, а вторая пуля, А вторая пуля в сердце ранила меня... Любо, братцы, любо, Любо, братцы, жить, С нашим атаманом Не приходится тужить. Жинка погорюет, выйдет за другого, За мого товарища, забудет про меня. Жалко только волюшки во широком полюшке, Жалко сабли вострой да буланого коня. Любо, братцы, любо, Любо, братцы, жить, С нашим атаманом Не приходится тужить. Будет дождь холодный, будет дождь холодный, Будет дождь холодный мои кости обмывать. Будет ворон чёрный, будет ворон чёрный, Будет ворон чёрный мои волосы клевать. Любо, братцы, любо, Любо, братцы, жить, С нашим атаманом Не приходится тужить. Как на грозный Терек выгнали казаки, Выгнали казаки сорок тысяч лошадей, И покрылось поле, и покрылся берег Сотнями порубленных, пострелянных людей. Любо, братцы, любо, Любо, братцы, жить, С нашим атаманом Не приходится тужить. | Comme sur le terrible Terek, les Cosaques ont mené Les Cosaques ont mené quarante mille chevaux. Et la plaine s’est couverte, et la berge s’est couverte, De centaines de gens sabrés, fusillés. Il fait bon, frères, il fait bon, Il fait bon, frères, vivre ! Avec notre ataman, On n’a pas à s'apitoyer! (bis) Ceux que l’Ataman choisit, il les connait. Escadron - à cheval ! Et moi, on m’a oublié. Il leur est échu la destinée cosaque et la liberté, Moi, il m’est échu la terre poussiéreuse et brûlée. Il fait bon, frères, il fait bon, Il fait bon vivre, frères ! Avec notre ataman, On n’a pas à s'apitoyer! (bis) Et la première balle, et la première balle, Et la première balle, mon cheval à la patte blessa. Et la seconde balle, et la seconde balle, Et la seconde balle, au cœur me blessa. Il fait bon, frères, il fait bon, Il fait bon vivre, frères ! Avec notre ataman, On n’a pas à s'apitoyer! (bis) Ma femme s’attristera, épousera un autre, Un de mes camarades, elle m’oubliera. Dommage seulement pour la liberté dans le vaste petit pré, Dommage pour mon cheval isabelle et mon sabre aiguisé. Il fait bon, frères, il fait bon, Il fait bon vivre, frères ! Avec notre ataman, On n’a pas à s'apitoyer! (bis) Et la pluie froide, et la pluie froide, Et la pluie froide, mes os, lavera. Et le noir corbeau, et le noir corbeau, Et le noir corbeau, mes cheveux, béquètera. (Variante du dernier couplet chanté par les cosaques du Don) Mes boucles blondes, mes yeux clairs, Les herbes folles et l’absinthe sauvage envahiront. Mes os blancs, mon cœur fier, Rapaces et corbeaux, dans la steppe disperseront. Il fait bon, frères, il fait bon, Il fait bon vivre, frères ! Avec notre ataman, On n’a pas à s'apitoyer! (bis) |